# Jerzy Makula
Jerzy Makula (* 1952 in Ruda Śląska) ist ein polnischer Segelkunstflieger.
1985, 1987, 1989, 1991, 1993, 1999 und 2011 gewann er die Segelkunstflugweltmeisterschaften, in den Jahren 1995, 2001, 2003 und 2005 wurde er Vizeweltmeister. Bei der Segelkunstflugweltmeisterschaft 2007 wurde er Dritter, 1997 belegte er den fünften Platz. Außerdem wurde er 1998 und 2004 Segelkunstflugeuropameister. 1996, 2000 und 2006 wurde er Vizeeuropameister.
Für seine sportlichen Erfolge und seinen Beitrag zur Popularisierung des Flugsports erhielt er die Jahrhundert-Medaille der FAI.
Er ist Mitglied des Aeroklub von Rybnik. Derzeit fliegt er auf Wettbewerben zumeist den Solo-Fox, eine einsitzige Variante des MDM-1 Fox. Beruflich fliegt er als Kapitän eine Boeing 767 bei der LOT.